# Dorthe Gerlach
Dorthe Gerlach (født 1980 i København, opvokset i Jerslev) er en dansk sangerinde og sangskriver. Hun fik sit gennembrud med duoen Hush som debuterede i 2004 og siden har solgt over 100.000 album i Danmark.
Hun er indehaver af pladeselskabet Little Tornado som den 20. oktober 2014 udsendte singlen "Natlys", det første udspil fra hendes debutsoloalbum af samme navn.
Albummet udkom i januar af 2015.
I forhold til Gerlachs tidligere musik fremstod "Natlys" med et mere elektronisk lydbillede og i en genre mere i retning af tidstypisk pop.
Anmelderne var mindre entusiastiske over den elektroniske produktion, men noterede sig Gerlachs flotte vokal.
Albummet bestod af 11 dansksprogede sange, alle skrevet af hende selv.
Teksterne indeholdt erindringer og refleksioner blandt andet Voksen sommer om hendes tid som teenager i sommerens Løkken og Assistens med linjer taget fra gravstene på hendes lokale kirkegård Assistens Kirkegård.
Gerlach har også arbejdet uden for det elektroniske med sin musik.
Således har hun samarbejdet med Chris Minh Doky, et samarbejde som begyndte i Hushs regi.
Blandt andet har Gerlach lagt vokal til Minh Dokys jazzmesse i Vor Frue Kirke i både 2013, 2014 og 2015.
Til jazzmessen 2015 fremførte de Assistens og titelsangen Natlys.
Hun giver jævnligt koncerter rundt omkring i Danmark.
I 2017 deltog hun i Toppen af Poppen på TV 2 Danmark.
Til DRs mindekoncert for Kim Larsen på Rådhuspladsen i København den 7. oktober 2018 fremførte hun en fortolkning af "This is my life".
Gerlach og ægtefællen Michael Hartmann venter deres første barn i starten af 2020.

## Toppen af Poppen
- Opført for andre:
  - Spillede Auras sang "Love Somebody"